# Kiáto
Kiáto (Kiato) är en kommunhuvudort i Grekland.   Den ligger i prefekturen Nomós Korinthías och regionen Peloponnesos, i den sydöstra delen av landet, 80 km väster om huvudstaden Aten. Kiáto ligger 36 meter över havet och antalet invånare är 9 812.
Terrängen runt Kiáto är platt österut, men åt sydväst är den kuperad. Havet är nära Kiáto åt nordost.Runt Kiáto är det ganska tätbefolkat, med 96 invånare per kvadratkilometer. Närmaste större samhälle är Korinth, 19,5 km öster om Kiáto. Trakten runt Kiáto består till största delen av jordbruksmark.